# BMW N47
BMW N47 — дизельный двигатель внутреннего сгорания немецкого автоконцерна BMW, производство которого началось в 2007 году.
Двигатель имеет алюминиевый картер с втулками из серого чугуна с термическим соединением. Для повышения плавности хода в картере установлены два балансирных вала с игольчатыми подшипниками (в отличие от варианта мощностью 85 кВт в 116d). Четырёхклапанная головка блока цилиндров имеет два верхних распределительных вала, приводимых в движение симплексной цепью. и с помощью роликовых тяговых рычагов приводит в действие клапаны. Система впрыска топлива Common Rail работает на N47 при давлении от 1600 до 2000 бар. 
Топливо впрыскивается в камеру сгорания через центрально расположенные форсунки с электромагнитным клапаном или пьезоинжекторы. В большинстве вариантов установлен турбокомпрессор с изменяемой геометрией, самые мощные двигатели (150 кВт и 160 кВт соответственно) имеют два турбокомпрессора, которые работают по комбинированному принципу наддува регистром и многосменного наддува. Выхлопные газы очищает сажевый фильтр, расположенный близко к двигателю, с катализатором окисления выше по потоку.

## Технические характеристики
| Тип    | Объём            | Диаметр × Ход поршня | Мощность при об/мин               | Крутящий момент при об/мин | Давление | Годы производства |
| ------ | ---------------- | -------------------- | --------------------------------- | -------------------------- | -------- | ----------------- |
| N47D16 | 1,6 л (1598 см3) | 83,6 × 78 мм         | 70 кВт (95 л. с.) при 4000        | 235 Н*м при 1500–2750      | —        | с 09.2012         |
| N47D16 | 1,6 л (1598 см3) | 83,6 × 78 мм         | 85 кВт (116 л. с.) при 4000       | 260 Н*м при 1750–2500      | —        | с 2012            |
| N47D20 | 2,0 л (1995 см3) | 90 × 84 мм           | 85 кВт (116 л. с.) при 4000       | 260 Н*м при 1750–2500      | 1600 бар | с 2009            |
| N47D20 | 2,0 л (1995 см3) | 90 × 84 мм           | 105 кВт (143 л. с.) при 4000      | 300 Н*м при 1750–2500      | 1600 бар | с 2007            |
| N47D20 | 2,0 л (1995 см3) | 90 × 84 мм           | 105 кВт (143 л. с.) при 4000      | 320 Н*м при 1750–2500      | 1600 бар | с 2010            |
| N47D20 | 2,0 л (1995 см3) | 90 × 84 мм           | 105 кВт (143 л. с.) при 4000      | 350 Н*м при 1750–2750      | 1600 бар | 2009—2010         |
| N47D20 | 2,0 л (1995 см3) | 90 × 84 мм           | 105 кВт (143 л. с.) при 4000      | 360 Н*м при 1750–2500      | 1600 бар | с 2012            |
| N47D20 | 2,0 л (1995 см3) | 90 × 84 мм           | 120 кВт (163 л. с.) при 3250–4200 | 350 Н*м при 1750–2500      | 1800 бар | с 2007            |
| N47D20 | 2,0 л (1995 см3) | 90 × 84 мм           | 120 кВт (163 л. с.) при 4200      | 380 Н*м при 1750–2750      | 1800 бар | с 2010            |
| N47D20 | 2,0 л (1995 см3) | 90 × 84 мм           | 120 кВт (163 л. с.) при 3250–4200 | 380 Н*м при 1750–2750      | 1800 бар | с 2010            |
| N47D20 | 2,0 л (1995 см3) | 90 × 84 мм           | 130 кВт (177 л. с.) при 4000      | 350 Н*м при 1750–3000      | 1800 бар | с 2007            |
| N47D20 | 2,0 л (1995 см3) | 90 × 84 мм           | 145 кВт (197 л. с.) при 4000      | 390 Н*м при 2000–2500      | 1800 бар | с 2007            |
| N47D20 | 2,0 л (1995 см3) | 90 × 84 мм           | 135 кВт (184 л. с.) при 4000      | 380 Н*м при 1900–2750      | 1800 бар | 03.2010–09.2010   |
| N47D20 | 2,0 л (1995 см3) | 90 × 84 мм           | 135 кВт (184 л. с.) при 4000      | 380 Н*м при 1750–2750      | 1800 бар | с 09.2010         |
| N47D20 | 2,0 л (1995 см3) | 90 × 84 мм           | 147 кВт (200 л. с.) при 4000      | 420 Н*м при 1750–2750      | 1800 бар | с 09.2010         |
| N47D20 | 2,0 л (1995 см3) | 90 × 84 мм           | 150 кВт (204 л. с.) при 4400      | 400 Н*м при 2000–2250      | 2000 бар | с 2007            |
| N47D20 | 2,0 л (1995 см3) | 90 × 84 мм           | 160 кВт (218 л. с.) при 4400      | 450 Н*м при 1500–2500      | 2000 бар | с 2011            |

1. 1 2  Edition Fleet
2. ↑  EfficientDynamics Edition
3. 1 2  mit Performance Power Kit